# Armoiries de Malte

Armoiries de Malte

Le blason de Malte est divisé en deux parties, d'argent (à gauche) et de gueules (à droite). Dans la partie supérieure gauche de la partie argent se trouve une croix grecque avec l'effigie de saint Georges tuant un dragon. Cette scène est représentée au centre de la croix et entourée de la devise nationale en anglais « For Gallantry » (« à l'héroïsme »). Dans la croix apparaissent les initiales du roi George VI du Royaume-Uni (« G-VI »). Cette croix représente la croix de George, décoration britannique octroyée au peuple maltais pour son comportement durant la Seconde Guerre mondiale et qui, depuis, a été incorporée dans le drapeau et les armoiries de Malte.
Au sommet des armoiries se trouve une couronne murale d'or de huit tours, incorporées dans cinq donjons. Le blason apparaît entouré par une guirlande composée de deux rameaux, d'olivier à droite et de palmier à gauche, deux plantes très liées à Malte et symboles de la paix. Les deux rameaux sont unis par une ceinture d'argent avec la dénomination officielle du pays « Repubblika ta' Malta » (« République de Malte »).
Le blason parti d'argent et de gueules figure dans les armoiries de Malte depuis le Moyen Âge, sauf durant une brève période entre 1975 et 1988. La légende veut que le blason ait été octroyé par Roger Ier de Sicile en 1091.
Les armoiries de Malte figurent sur les pièces de 10, 20 et 50 centimes d'euro du pays.

## Grandes armoiries

Badge de Malte (1875–1898)
Badge de Malte (1898–1943)
Badge de Malte (1943–1964)
Armoiries du gouverneur général de Malte (1964–1974)
Armoiries de Malte (1964-1975)
Armoiries de Malte (1975–1988)